# برنامه کمکی تغذیه الحاقی

لوگوی اسنپ

برنامه کمک تغذیه الحاقی که سابقاً و هنوز در بین مردم برنامه کوپن غذا (به انگلیسی: Food Stamp program) شناخته می‌شود، برای مردم کم درآمد یا بدون درآمدی که در آمریکا زندگی می‌کنند، کمک مالی برای خرید غذا فراهم می‌کند. این برنامه را وزارت کشاورزی آمریکا مدیریت می‌کند ولی این مزایا توسط ایالات آمریکا توزیع می‌شود. این مزایا را می‌توان برای خرید غذای خوردنی بسته بندی شده، بی‌توجه به ارزش غذایی آن (مثلاً نوشابه یا شیرینی) به کار برد. غذای داغ (مانند غذای یافت شده در بخش رستوران سوپرمارکتها) و نیز موارد موجود در فست فودها و مغازه‌های مشابه مشمول این برنامه نمی‌شوند.